# Copa del Rei de futbol 1994-95
La Copa del Rei de Futbol 1994-95 va ser l'edició número 93 de la competició. Van participar els equips de Primera, Segona, Segona B i alguns de tercera, excepte filials. El Campió fou el Deportivo de la Coruña, que s'imposà per 2-1 al València CF a la final disputada a l'Estadi Santiago Bernabeu.
El València arribava a la final després d'estar quinze anys sense disputar cap final, i setze anys sense jugar cap final d'aquesta competició. Per la seua banda, era la primera vegada que el Deportivo de la Coruña disputava cap final, tot i haver estat a punt de guanyar la Lliga la temporada anterior. Cinquanta mil valencianistes van anar a Madrid aquell dia, sent la major mobilització d'aficionats de la història del club. El partit, conegut com la final de l'aigua per la pluja que va caure a Madrid, obligà a suspendre el partit amb el marcador 1-1, després d'un gol de falta de Mijatovic, i amb el València CF dominant el partit. Finalment l'equip gallec guanyaria el primer trofeu de la seua història quan el partit es reprenguera tres dies després, marcant Alfredo Santaelena un gol al segon cinquanta-huit de la represa.

## Eliminatòries prèvies
Es van disputar quatre rondes prèvies abans d'arribar a vuitens de final.

## Vuitens de final
| Equip 1           | Global | Equip 2                   | Anada | Tornada |
| ----------------- | ------ | ------------------------- | ----- | ------- |
| Albacete Balompié | 3–2    | Real Zaragoza             | 2–1   | 1–1     |
| Athletic Club     | 4–1    | Reial Betis               | 4–0   | 0–1     |
| FC Barcelona      | 4–5    | Atlètic de Madrid         | 1–4   | 3–1     |
| UE Lleida         | 1–7    | RC Deportivo de La Coruña | 0–3   | 1–4     |
| Palamós CF        | 1–2    | Rayo Vallecano            | 0–1   | 1–1     |
| Reial Madrid      | 2–4    | València CF               | 1–2   | 1–2     |
| Sporting de Gijón | 4–1    | CD Badajoz                | 1–1   | 3–0     |
| CD Toledo         | 1–3    | RCD Mallorca              | 1–1   | 0–2     |

## Quarts de final
| Equip 1                   | Global | Equip 2           | Anada | Tornada |
| ------------------------- | ------ | ----------------- | ----- | ------- |
| Atlètic de Madrid         | 1–2    | Albacete Balompié | 1–1   | 0–1     |
| RC Deportivo de La Coruña | 3–0    | Athletic Club     | 3–0   | 0–0     |
| RCD Mallorca              | 1–4    | València CF       | 1–0   | 0–4     |
| Sporting de Gijón         | 2–1    | Rayo Vallecano    | 1–1   | 1–0     |

## Semifinals
| Equip 1           | Global | Equip 2                   | Anada | Tornada |
| ----------------- | ------ | ------------------------- | ----- | ------- |
| Sporting de Gijón | 1–2    | RC Deportivo de La Coruña | 0–2   | 1–0     |
| València CF       | 3–1    | Albacete Balompié         | 1–1   | 2–1     |

## Final
| Equip 1     | Marcador | Equip 2      |
| ----------- | -------- | ------------ |
| València CF | 1-2      | RC Deportivo |

## Campió
| Campions de la Copa d'Espanya 1995 |
| ---------------------------------- |
| RC Deportivo de La Coruña 1r títol |